# Thomas Myhre
Thomas Myhre (Sarpsborg, 1973. október 16. –) norvég válogatott labdarúgó, jelenleg a Viking kapusa.